# Генрі Калверт Саймонс
Генрі Калверт Саймонс (англ. Henry Calvert Simons; 9 жовтня 1899, м. Вірден, Іллінойс, США — † 19 червня 1946, м. Вірден, Іллінойс, США) — американський економіст, фахівець з фінансових проблем. Один із засновників чиказької школи економіки, представники якої виступають за збереження «чистої» конкуренції і вважають небажаним державне втручання в економічне життя. Саймонс представив проєкт реформи сучасної системи оподаткування, згідно з якою основним джерелом федеральних доходів має бути особистий прибутковий податок (розміром 20 % від усіх видів доходів — зарплати, дивідендів, відсотків і т. д.).

## Життєпис
Генрі Калверт Саймонс народився 9 жовтня 1899 року в маленькому місті Вірден, штат Іллінойс. Він виріс у сім'ї середнього класу. Його батько був успішним адвокатом та надзвичайно амбітним домашнім господарем. Він закінчив середню школу у 15 років, але через погіршення фінансової ситуації в сім'ї не мав змоги вступити услід за сестрою до східного коледжу (Елла Саймонс Сіпл закінчила коледж Веллслі).
Замість цього в 1916 році навчався в Мічиганському університеті, щоб стати адвокатом. З часом в Саймонса з'явився інтерес до вивчення економічної теорії, і він закінчив університет у 1920 році як економіст, пізніше стверджуючи, що Фред М. Тейлор впливав на його ранню освіту. Згодом навчався в аспірантурі, де спочатку відвідував курси в Мічигані. 1921 року переїхав до університету штату Айова, як неповний викладач, де навчався, і став послідовником Френка Найта. Закінчив аспірантуру в Чиказькому університеті. Хоча Саймонс не закінчив свою дисертацію, його було призначено на посаду доцента в Айові в 1925 році. 1927 року пішов за Найтом до Чиказького університету, де викладав у відділі економіки. Пізніше заявив, що «Найт був майже ідеальним впливом на наступний етап його життя».
Саймонс також опинився під впливом Френка А. Феттера, спочатку як професора в Чиказькому університеті, а пізніше як однокурсника у Берлінському університеті, де Саймонс планував завершити дисертацію з питань оподаткування доходів. 1939 року Саймонс почав викладати в Університеті Чиказької юридичної школи, а після його призначення в 1942 році на посаду доцента мав змогу викладати як економіку, так і право. 1945 року він здобув звання повного професора. Згодом Саймонс одружився з Марджорі Кімбалл Пауелл у 1941 році. У них була одна дочка, Марія, яка народилася в 1944 році.
До 1945 року здоров'я Саймонса почало гіршати. Страждаючи від виразок та безсоння, він помер 19 червня 1946 року через випадкове передозування снодійними пігулками.

## Внесок в економіку

### Робота
Протягом перших років своєї кар'єри Саймонс не досягнув значного прогресу як професійний економіст. Насправді він ніколи не подавав дисертацію на здобуття звання доктора філософії. За час перебування в Айові, він опублікував лише одну статтю про податки.
Проте після прибуття до Чиказького університету, на початку 1930-х років, Саймонс почав період напруженої діяльності. Він опублікував свій Силабус «Матеріали для Економіки 201», написав рецензії на книги, та декілька меморандумів про банківську та монетарну політику, які згодом надіслав до академічних економістів та ключових політиків у Вашингтоні. Один відповів на банківську кризу й закликав провести корінну реконструкцію банківського сектору з використанням 100 відсотків резервів. Інший закликав до більшої централізації грошово-кредитної політики за допомогою Федерального резерву. У березні 1934 року Саймонс вирушив до Вашингтона, округ Колумбія, щоб допомогти сенатору Бронсону Рігтейлу сформулювати законопроєкт, який би забезпечив грошову пропозицію та доступність кредитів під сильнішим федеральним контролем. Цей період діяльності завершився публікацією його знаменитої Позитивної програми 1934 року.

### Позитивна програма
Позитивна програма Саймонса «Лайзес Фейр» (1934) була опублікована «The University of Chicago Press» як памфлет публічної політики. Замість того, щоб викладати ретельно обґрунтований теоретичний аналіз оподаткування доходів (тема його дисертації, яка окремо була опублікована в 1938 році), Саймонс вирішив написати «відверто пропагандистський трактат». 
Він запропонував створити Позитивну програму для вирішення проблеми Великої депресії. У формі есе було викладено програму реформ, спрямованих на повернення приватного підприємництва до життя. Вона містила два аспекти дослідження: «загальний аналіз» потрібних умов для системи класичного лібералізму та формулювання політичних пропозицій, спрямованих на перехід до цих умов:
|  | Ліквідувати всі форми монополістичної ринкової влади, додати розпад великих олігополістичних корпорацій та застосування антимонопольних законів до профспілок. Федеральне законодавство про інкорпорування може бути використане для обмеження розміру корпорації, а там, де технології потрібні гігантським фірмам з причин низької вартості виробництва, федеральний уряд повинен володіти та управляти ними… Сприяння економічній стабільності через реформування грошової системи та встановлення стабільних правил для грошової політики. Реформувати податкову систему та сприяти справедливості через податок на прибуток… Скасувати всі тарифи… Обмежувати витрати, обмежуючи рекламу та інші марнотратні методи купівлі-продажу. |

### Класичний лібералізм
Саймонс заснував свою позицію за класичними ліберальними принципами: Основним принципом лібертаріанців є те, що нікому не можна довірити великий вплив у владі — ні лідеру, ні фракції, ні партії, ні «класу», ні більшості, ні уряду, ні церкві, ні корпорації, ні торговельному об'єднанню, ні профспілці…

Однак, коли він увів класичну ліберальну державу в органічне суспільство, більша роль уряду стала можливою. У цьому аспекті Саймонс виявляється більш «інтервенціонером», який не вірив, що економіка може ефективно функціонувати лише на вільних ринках без будь-яких дій уряду.

### Інтервенціонізм
До середини 1930-х років багато хто з членів першого покоління прогресивних соціологів все ще бориться проти Нового курсу. Саймонс же, заклятий супротивник політики «Нового курсу», побачив корисність капіталістичної системи вільного ринку і був переконливим у захисті вільної політики. Однак він також вважав, що уряд відіграє важливу роль у створенні основи для роботи вільної ринкової економіки. Саймонс стверджував, що позитивний державний контроль є належним і потрібним для процвітання суспільства.

У квітні 1937 р. в роботі про «ставлення держави до соціально-економічної діяльності» Саймонс і далі акцентував позицію Позитивної програми:
|  | Ви, можливо, учора вгадали, що, як і деякі економісти на початку 19-го століття, я мав дуже низьку думку про спроможність урядів зробити щось дуже корисне. Чесно кажучи, я симпатизую старим уявленням, що уряд найкраще керує, коли найменше втручається. Але, очевидно, демократична держава повинна керувати в деяких напрямах, залишатися лише демократичною, зберегти внутрішній світ і забезпечити рамки правил, без яких свобода просто буде хаосом. |

Саймонс спостерігав тенденції американської економіки до 30-х років і визначив причини негнучкості ціни та зменшення грошової маси. Він зазначив, що до 30-х років основні організації стали настільки великими, що почали проявлятися дефекти масштабу. Так, менші виробничі підрозділи об'єднувалися у великі підприємства, щоб досягти економії на масштабах у сфері мерчендайзингу, фінансування, досліджень та розробок. Унаслідок цього підприємства залишалися вигідними, займаючись концернами, хоч вони й не використовували ефективні технології виробництва. Тому він рекомендував розподілити концентровану економічну та політичну владу цієї «економіки підприємства». Держава повинна була втрутитися, щоб ліквідувати монополії навіть через економічну ефективність.
Захисник «Цифрової теорії грошей» Саймонс запропонував низку обмежень на фінансову систему. Наприклад, Саймонс закликав державу ліквідувати приватну монополію на відновлення конкурентоспроможної галузевої структури. Крім того, він стверджував, що держава повинна запровадити законодавче правило для монетарної політики, щоб поліпшити бізнесові цикли. Крім того, держава повинна усунути тарифи на сприяння вільній міжнародній торгівлі.
За словами Саймонса, фінансові потрясіння закріплені «надзвичайними чергуваннями нагромадження та зберігання» грошей, іншими словами через нестабільність у постачанні грошей. Короткострокові зобов'язання, що їх видали банки та корпорації, ефективно створюють «рясні (фіатичні) замінники грошей під час буму». Коли попит стає млявим, сектор економіки гіршає, або економіка загалом починає руйнуватися в депресії, «безвихідні зусилля під час ліквідації» вторинних грошей або результат «пожеж» (Simons 1948).
У рамках економічної політики для вільного суспільства Саймонс стверджував, що все, що потрібно для пришвидшення масової ліквідації цінних паперів, є «порівняно невеликим зниженням цінностей безпеки». Саймонс наполегливо вказує на те, що корпорації, які торгують на «стримування власного капіталу і під масу поточних зобов'язань», «ставлять свої оборотні кошти збоку за викликом» і, отже, ризикують у разі найменших фінансових перешкод. Це саме такий ланцюжок подій, пророкував Саймонс у разі масштабної ліквідації завищених цінних паперів, таких як іпотечні кредити у 2008 році «субстандартного краху».
Саймонс вважав, що така структурована фінансова система буде «не раз зазнавати повної неплатоспроможності». З часом, втручання уряду буде потрібним, щоб запобігти банкрутству через погані ставки трейдерів та вимоги до маржі кредиторів.

### Банківська реформа
Зауваги Саймонса про реальну фінансову систему переконали його, що грошово-кредитний орган може контролювати постачання грошей. Унаслідок цього, щоб зберегти організаційний принцип класичного лібералізму, він рекомендував більш радикальну реформу 100 % резервів і більш дискреційну політику стабілізації рівня цін, а не кількості грошей. Це передбачало надання Федеральному Резерву мандата на стабілізацію цін через розширення грошової маси під час спадів та підписання контракту під час буму, зокрема й Чиказький план.
Так само він рекомендував уряду активно проводити антитерористичну політику як проти фірм, так і профспілок. Фактично, Саймонс висловився за довгий список обмежень на фінансову систему. В ідеальній економіці Саймонса ніщо не поширювалося б, крім «чистих активів» та «чистих грошей». Саймонс, прихильник золотого стандарту, виступав за безпроцентний борг і проти випуску короткострокової заборгованості для фінансування публічних або корпоративних зобов'язань. Він також висловився проти виплати процентів за грошима, депозитами до запитання та заощадженнями. Саймонс передбачав приватні банки, які відігравали суттєво іншу роль у суспільстві, ніж тепер. Замість того, щоб управляти грошовою масою через видання боргів, банки Саймонса були схожі на «інвестиційні трести».
В інтересах стабільності, Саймонс передбачав, що банки будуть мати вибір двох типів холдингів: довгострокових облігацій та готівкових грошей. Одночасно вони будуть тримати збільшені резерви, до 100 %. Саймонс убачав це як корисне в тому, що його кінцевими наслідками було б запобігання «фінансуванню банками інфляції цінних паперів та нерухомості» за допомогою залученого створення вторинних форм грошей.
Саймонс виступав за відділення депозитних і транзакційних вікон та інституційний поділ банків як «кредиторів-інвесторів» та банків як депозитних агентств. Основна перевага полягає в тому, щоб дати змогу кредитно-інвестиційним установам зосередити увагу на наданні «довгострокового капіталу у формі власності» (233). Банки можуть «вільно надавати такі кошти з власного капіталу» (Simons 1948). Короткострокові комерційні кредити на основі відсотків буде поступово звільнено, оскільки один з «невдалих наслідків сучасного банківського обслуговування», як зауважив Саймонс, полягав у тому, що він «сприяв та заохочував використання короткострокового фінансування в бізнесі загалом».

### Оподаткування
Саймонс відзначається визначенням економічного доходу, розробленим спільно з Робертом Гайгом, відомим як рівняння Хейга-Саймонса. Визначення доходу за цим рівнянням неабияк вплинуло на сучасну американську податкову структуру: Особисті доходи можуть бути визначені як алгебраїчна сума:
1. ринкова вартість прав, що здійснюються у споживанні;
2. зміна вартості майна власності між початком і кінцем відповідного періоду лібертаріанською філософією найважливішої свободи людини.
Його праці про оподаткування, оподаткування особистих доходів (1938 р.) та федеральна податкова реформа чітко виявили цю мету. Він виступав за прогресивний податок як основу для більшої рівності, поряд з багатьма іншими реформами федеральної податкової системи, багато з яких було реалізовано.

### Грошовий потік
Саймонс вважає, що рівень цін повинен бути більш гнучким для задоволення коливань виробництва та зайнятості. Для цього він виступав за мінімум короткострокових запозичень та максимального державного контролю над обігом грошей. Це призведе до економіки з більшою толерантністю до порушень та запобіганню «нагромадженому зловживанню», який відразу приходить до економіки. У підсумку головна проблема Саймонса була з фінансовою системою, у якій рух рівня цін багато в чому полягав у створенні та ліквідації короткострокових цінних паперів.

## Критика та спадщина
Спадщина Саймонса була загадковою і суперечливою. Він був домінантним серед засновників Чиказької економічної школи, і його робота заклала основи монетаризму. Однак його підхід істотно відрізнявся від позиції таких наукових авторитетів, як Мілтон Фрідман, який розвинув монетаризм і був провідною фігурою Чиказької школи в другій половині XX століття.
Саймонс явно виступав проти інтенсивного втручання держави в економіку, ініційованого Гувером та Рузвельтом. Він вважав, що потрібна деяка реструктуризація прав власності. Однак навіть цього бракує, щоб називати його «інтервенціоністом».
Класичні ліберали, подібно до Саймонса, нехтували всі сили влади, як приватними фірмами, так і профспілками, оскільки вони зменшували здатність окремих людей конкурувати в економіці. Справді, історики з економіки ставили собі запитання, чи зможе Саймонс підтримати теоретичні та політичні напрями, які Чиказька школа взяла після його смерті.
Проте більш важливим є передбачення того, що трапиться, якщо уряд занадто багато втручається — і без особливого знання поведінкових взаємодій між виробниками (такими як банки) та споживачами (такі як заставодавці). Якби економічне середовище та банківський сектор разом з урядовими перевірками та балансами діяли відповідно до уявлень Генрі Саймонса, майже все населення Землі було б із набагато вищим стандартом життя.

## Головні роботи
- Simons, Henry C. 1923. The Tax Exemption Question. Journal of Business I4 (March): 9-12, 24.
- Simons, Henry C. 1933a. Syllabus Materials for Economics 201. Chicago, IL: University of Chicago Bookstore. ASIN B0006YPIG6
- Simons, Henry C. 1933b. Review: T.E. Gregory, The Gold Standard and its Future, Journal of Political Economy (February): 137.
- Simons, Henry C. 1933c. «Banking and Currency Reform.» (March): Memorandum.
- Simons, Henry C. 1933d. Notes from talk given June 7, 1933 at the Harmony Cafeteria to the Social Workers Discussion Group on the New Deal. Box 9; File No. 5, The Henry C. Simons Papers, Special Collections, Joseph Regenstein Library, University of Chicago, Chicago.
- Simons, Henry C. 1933e. «Mercantilism as Liberalism.» A review article on Charles A. Beard (Ed.), America Faces the Future, Journal of Political Economy (August): 548-51.
- Simons, Henry C. 1933f. «Banking and Business Cycles» and «Long-time Objectives of Monetary Management» (November), Memoranda
- Simons, Henry C. [1934a] 1949. A Positive Program for Laissez Faire: Some Proposals for a Liberal Economic Policy. Chicago, IL: The University of Chicago Press. ASIN B0007GWLKY
- Simons, Henry C. 1934b. Letter from Simons to Friedrich A. von Hayek, December 18, 1934. Box 3, File No. 40, The Henry C. Simons Papers, Special Collections, Joseph Regenstein Library, University of Chicago, Chicago.
- Simons, Henry C. 1937. «Speech» Box 9, File No. 2. The Henry C. Simons Papers, Special Collections, Joseph Regenstein Library, University of Chicago, Chicago.
- Simons, Henry C. [1938] 1980. Personal Income Taxation: The Definition of Income as a Problem of Fiscal Policy. Chicago, IL: University of Chicago Press. — ISBN 978-0226758930
- Simons, Henry C. 1944. «Economic Stability and Antitrust Policy.» Reprinted in Economic Policy for a Free Society, 1948.
- Simons, Henry C. 1945. "Introduction: A Political Credo, " Economic Policy for a Free Society, 1948, 1-39.
- Simons, Henry C. 1948. Economic Policy for a Free Society. Chicago, IL: University of Chicago Press. ISBN 978-0226758916
- Simons, Henry C. 1950. Federal Tax Reform. Cambridge: Cambridge University Press. ASIN B0000CHQ9J